# Kanton Saujon
Kanton Saujon je francouzský kanton v departementu Charente-Maritime v regionu Poitou-Charentes. Jeho střediskem je město Saujon. Skládá se ze 13 obcí.

## Obce
- Balanzac
- Le Chay
- La Clisse
- Corme-Écluse
- Corme-Royal
- Luchat
- Médis
- Nancras
- Pisany
- Sablonceaux
- Saint-Romain-de-Benet
- Saujon
- Thézac